# Mobilità mista
Mobilità mista è un termine usato per descrivere un concetto didattico che unisce mobilità accademica fisica, mobilità virtuale e blended learning. Il suo obiettivo è promuovere l'occupabilità degli studenti universitari. Dal 2009 ha subito un'evoluzione dalla mobilità virtuale, mantenendo il valore internazionale della mobilità accademica, ma al tempo stesso fornendo una risposta concreta ai possibili ostacoli di natura familiare, economica, fisiologica o sociale alla mobilità fisica.
La parte di mobilità virtuale della mobilità mista è principalmente supportata dal ricorso a tecnologie dell'informazione e della comunicazione (ad es. Skype, Adobe Connect, Slack, Google Hangout, Trello), che consentono il collegamento tra docenti e/o studenti distanti tra loro. La parte di mobilità fisica ha di norma una durata limitata, dai 2 ai 14 giorni. Possono coesistere più periodi di mobilità a breve termine. Brevi periodi di mobilità fisica consentono ai partecipanti di concentrarsi per alcuni giorni esclusivamente sul proprio progetto, cosa difficile da fare nella vita quotidiana nel proprio ambiente.
Le prime applicazioni di un formato di mobilità mista risalgono al 2009. Attraverso questo progetto è stato creato un ambiente per incoraggiare lo sviluppo delle competenze trasversali degli studenti, come il lavoro di squadra e la comunicazione, in un contesto internazionale tramite un innovativo paradigma di insegnamento volto al miglioramento di tali competenze senza variazioni curricolari ampie e costose.
Il paradigma della mobilità mista può essere applicato in varie forme.
La mobilità mista è inoltre vista e riconosciuta dalla Commissione europea come preparazione alla mobilità fisica di lungo termine o come complemento ai tradizionali programmi di studio.
Nel Piano d'azione per l'istruzione digitale della Commissione europea (gennaio 2018) è stato affermato che la mobilità mista verrà ulteriormente promossa con nuove opportunità in Erasmus+ per supportare l'apprendimento sia online sia frontale e lo scambio di studenti in diversi Paesi.

## Definizione
La mobilità mista è un concetto didattico che unisce mobilità virtuale e mobilità fisica a breve termine grazie al ricorso a tecnologie dell'informazione e della comunicazione.
L'obiettivo di questa metodologia è ottenere vantaggi analoghi a quelli della mobilità fisica ma con meno ostacoli.

## Mobilità mista iniziative
- Being mobile project
- Europe Now: web platform for European mobile students and alumni of a wide range of European exchange programmes[11]
- EUVIP: Enterprise-University Virtual Placements
- Mobi-Blog: The European Weblog platform for mobile students
- Move-IT: Seminars Promoting Virtual Support For Mobile Students
- PROVIP: Promoting Virtual Mobility in Placements
- VICTORIOUS: Virtual Curricula Through Reliable Interoperating University Systems
- VM-BASE: Virtual Mobility Before and After Student Exchanges
- MUTW: Multinational Undergraduate Team Work[12]
- AdriArt: Advancing Digital and Regional Interactions in Art Teaching[13]
- B-AIM: Blended Academic International Mobility[14]

## Vantaggi
- sviluppo di competenze sociali
- sviluppo di capacità organizzative
- apprendimento dell'utilizzo di strumenti di comunicazione online
- nessuna interferenza con le normali attività in loco
- opportunità di lavoro all'interno di un team di studenti internazionale e/o interdisciplinare
- opportunità di lavoro con un progetto o un proof of concept assegnato da un'azienda, destinato a supportare progetti innovativi per il mondo reale
- contatto con differenze e analogie culturali
- approfondimento di lingue diverse dalla propria lingua madre
- maggiore possibilità di integrazione nei piani di studio degli istituti di insegnamento
- offerta di opportunità a partecipanti con esigenze particolari (ad es. assistenza software online, cure mediche...)

## Svantaggi
- maggiori difficoltà di comunicazione in un contesto virtuale, soprattutto in una lingua diversa dalla propria lingua madre
- alternativa alla mobilità a lungo termine, ma non equivalente
- comparsa di problemi di comunicazione con maggiore facilità e rapidità
- necessità di disciplina
- necessità di un certo livello di indipendenza